# Imago (2023)
Imago (auch Stale niestala) ist ein Filmdrama von Olga Chajdas. Die im Film erzählte Geschichte spielt zwischen 1987 und 1989 in Polen, bis es dort die ersten freien Wahlen gab. Die Premiere der Koproduktion von Tschechien, den Niederlanden und Polen erfolgte im Juli 2023 beim Internationalen Filmfestival Karlovy Vary.

## Handlung
Wir schreiben das Jahr 1987, und der Wind der Veränderung soll bald auch über das kommunistische Polen wehen. Solidarność steht kurz davor, die kommunistische Regierung zu stürzen und das Land in eine neue, demokratische Richtung zu führen, doch diese Entwicklungen sind für Ela nicht wichtig. Sie ist angehende Schauspielerin und Drehbuchautorin und lebt in der Dreistadt an der polnischen Ostseeküste. Missverstanden von ihrer Familie und besonders ihrer Mutter mischt sich die junge Frau unter die anderen Künstler der alternativen Szene, singt mit ihrer Post-Punk-Band in Clubs und besucht Partys, auf denen der Alkohol fließt, um der Abgeschmacktheit des Regimes zu entfliehen.

## Produktion

### Filmstab und Besetzung

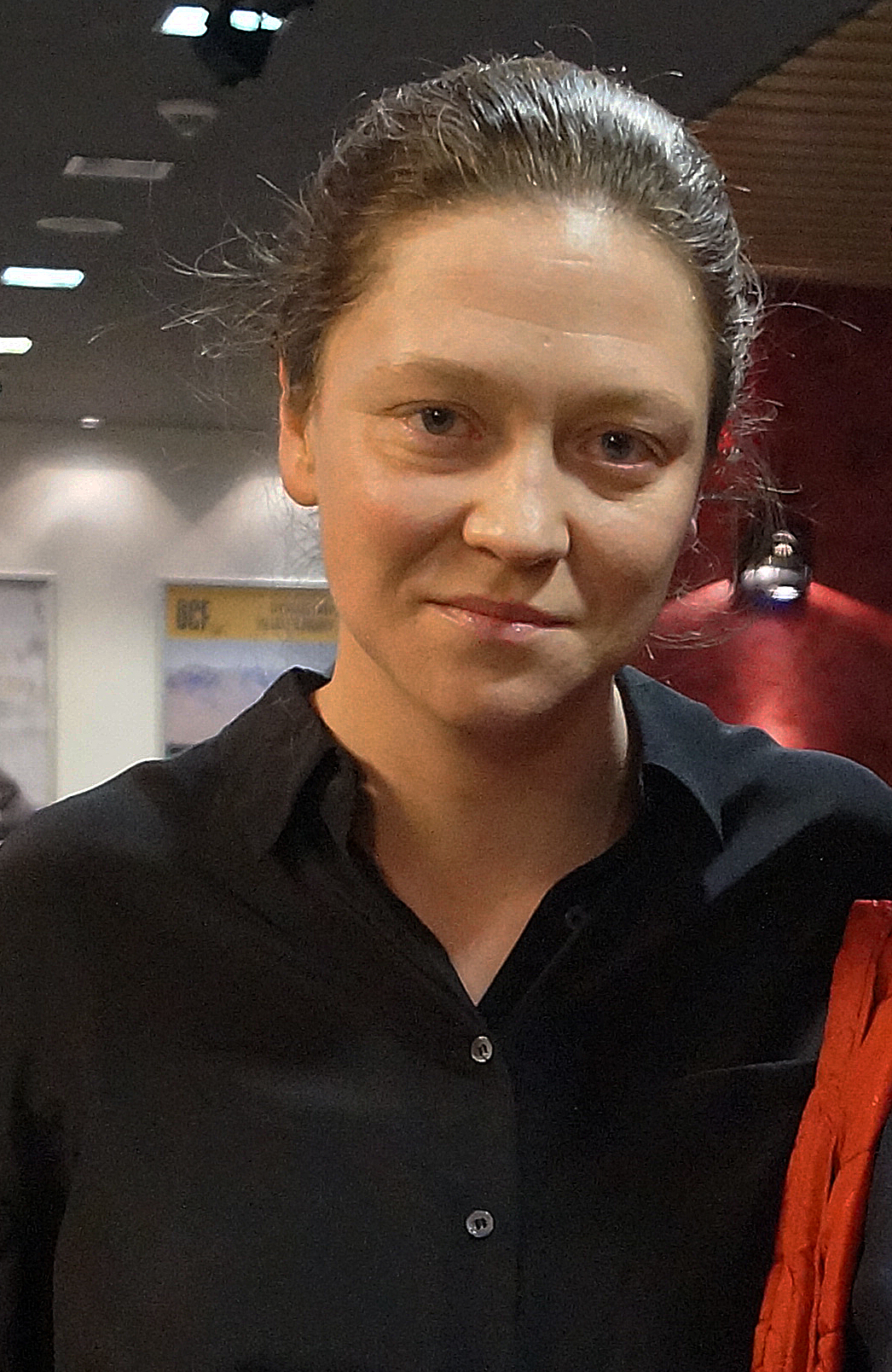
Regisseurin Olga Chajdas

Regie führte Olga Chajdas. Es handelt sich nach Nina von 2018 um ihren zweiten Spielfilm. Die Regisseurin selbst beschreibt Imago als ein „Post-Punk-Psychaldrama“. Die für ihre Rolle der Anna Ziembinska in der Fernsehserie Król bekannte Schauspielerin Lena Góra, die gemeinsam mit Chajdas auch das Drehbuch schrieb, spielt in der Hauptrolle Ela. Der Titel Imago, das lateinische Wort für „Bild“, bezeichnet in der Psychologie das unbewusst entstehende erste Bild von Beziehungspersonen, in der Regel von Vater oder Mutter, in der Zoologie aber auch das letzte Stadium im Metamorphoseprozess eines Insekts, das geschlechtsreif und damit bereit zur Fortpflanzung ist. Als Chajdas und Góra mit dem Schreiben des Drehbuchs begannen, wollten sie die Geschichte ihrer Mütter und von ihrer Bindung zu diesen erzählen.
Die seit den 1980er tätigen Schauspielerin Bogusława Schubert verkörpert Elas Mutter. In weiteren Hauptrollen sind die überwiegend aus Fernsehserien bekannten Schauspieler Wojciech Brzeziński und Wacław Warchoł, der Nachwuchsschauspieler Łukasz Orbitowski und die Schauspielerin Justyna Wasilewska zu sehen. Mateusz Wieclawek, bekannt aus der Fernsehserie World on Fire und für das Filmdrama Abenteuer eines Mathematikers, in dem er den Bruder des Protagonisten Stan Ulam spielte, ist ebenfalls im Film zu sehen. Weiter spielt Michal Balicki, der in Disco Boy von Giacomo Abbruzzese in einer größeren Rolle zu sehen war, in dem Film Antek.

### Dreharbeiten und Filmschnitt
Kameramann Tomasz Naumik war in der Vergangenheit unter anderem für den Science-Fiction-Film High Life von Claire Denis und Red Secrets – Im Fadenkreuz Stalins von Agnieszka Holland tätig, für den er 2020 beim Polnischen Filmpreis für die beste Kamera nominiert war. Filmeditor Pavel Hrdlička war zuvor für die Filme Die Spur und Charlatan von Holland tätig.

### Filmmusik und Veröffentlichung
Die Post-Punk-Musik steuerte der Pole Andrzej Smolik bei.
Die Premiere war am 2. Juli 2023 beim Internationalen Filmfestival Karlovy Vary. Ende Juli 2023 wurde er beim New Horizons International Film Festival gezeigt und im September 2023 beim Polnischen Filmfestival Gdynia. Im November 2023 wurde er beim Filmfestival Cottbus im Spielfilmwettbewerb gezeigt. Im Mai 2024 wurde er beim Neiße Filmfestival vorgestellt.

## Auszeichnungen
Filmfestival Cottbus 2023
- Nominierung im Spielfilmwettbewerb[7]

Internationales Filmfestival Karlovy Vary 2023
- Nominierung im Proxima Competition
- Auszeichnung mit dem FIPRESCI-Preis im Proxima Competition[1]

International Film Festival Rotterdam 2019
- Auszeichnung mit dem Eurimages Co-production Development Award[9]

New Horizons International Film Festival 2023
- Nominierung im Internationalen Wettbewerb[6]

Polnisches Filmfestival Gdynia 2023
- Auszeichnung für die Beste Filmmusik (Andrzej Smolik)
- Auszeichnung für die Beste weibliche Hauptrolle (Lena Góra)
- Auszeichnung mit dem Silbernen Löwen
- Nominierung als Bester Film für den Goldenen Löwen (Olga Chajdas)[10][11]